# КрАЗ-6322
КрАЗ-6322 — украинский крупнотоннажный грузовой полноприводный автомобиль капотной компоновки. Предназначен для перевозки людей и различных грузов по дорогам общего пользования, а также по бездорожью. Является преемником и дальнейшим развитием модели КрАЗ-260.

## История
С 1989 года параллельно доводке опытных трёхосных КрАЗов семейства 6315 (шифр ОКР «Открытие») на серийных КрАЗ-260, производившихся параллельно морально устаревшим КрАЗ-255Б, внедрялись такие новшества, как упрощённые крылья от 6315 и адаптированные к ним панели боковой облицовки, более мощные двигатели, доработанные под них трансмиссии, современные световые приборы и шины.
Опытный полноприводный трёхосный грузовик КрАЗ-Э6322 был построен в 1989 году, опытный КрАЗ-63221Э был изготовлен в 1991 году.
В 1994 году на смену 260-й серии пришёл 10-тонный, 330-сильный бортовой грузовик КрАЗ-6322 с дизайном облицовки и крыльев от поздних 260, но с выштамповкой на капоте под мотор увеличенной высоты, немного повышенной крышей кабины, модифицированным бампером и увеличенными зеркалами. Он развивал максимальную скорость 80 км/ч и от не пошедшего в серию семейства «Открытие» помимо крыльев также получил улучшенную подвеску и новые топливные баки.
В мае 2010 года была разработана специальная модификация модели КрАЗ-6322 «Солдат» с правым расположением руля (выпущена небольшой партией).
В 2014 году в конструкцию КрАЗ-63221 были внесены изменения: двигатель ЯМЗ-238 российского производства был заменён на двигатели иных производителей. С 1 сентября 2015 года был освоен выпуск КрАЗ-63221 с двигателем Ford-Ecotorq 9.0L 360PS. ЯМЗ-238 предлагается из запасов, если заказчик этого пожелает, которые поставлялись до 1 ноября 2014 года включительно. По состоянию на 2019 год на все капотные грузовики КрАЗ (в том числе и на КрАЗ-6322) устанавливаются китайские двигатели Weichai.

## Модификации

### Гражданские
- КрАЗ-6322 — базовая модель, изготавливается с бортовым кузовом или как шасси;
- КрАЗ-63221 — 11-тонное длиннобазное шасси для установки различных надстроек;
- КрАЗ-6322 (КО-503ИВ) — илососный автомобиль, оснащенный цистерной объёмом 8 м³. Предназначен для вакуумной очистки колодцев, ливневой и канализационной сетей от ила[6]
- МНУ-320 — мобильная насосная установка на базе КрАЗ-63221, созданная компанией Tital.
- АЦТВ-10 — автоцистерна для технической воды на шасси КрАЗ-63221 с цистерной объёмом 10 м³[7]
- АТЗ-20 — топливозаправщик на шасси КрАЗ-63221 с односекционной стальной цистерной объёмом 20 м³[8]
- МЭЗ-330 — автотрактор на шасси КрАЗ-6322, оснащенном валом отбора мощности, комплектом гидравлики и дополнительным навесным приспособлением под плуг и иное сельхозоборудование. Демонстрационный образец представлен в июне 2017 года[9].

### Военные

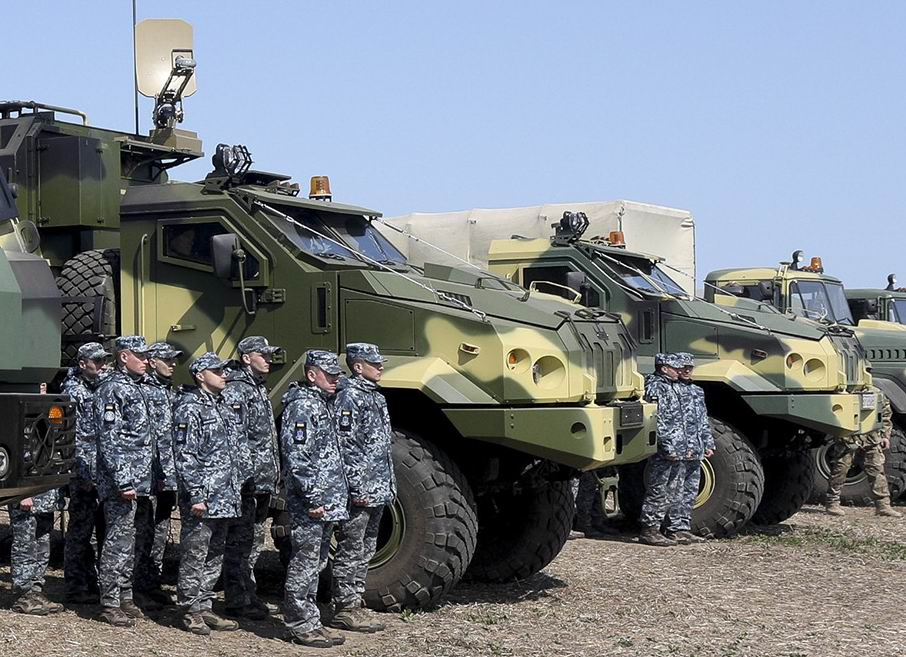
Специальные машины комплекса РК-360МЦ «Нептун» на шасси грузового автомобиля КрАЗ-63221.

- КрАЗ-6135В6 — модификация с бортовым кузовом, оснащенная двигателем DEUTZ TCD2015V06, КПП ALLISON HD 4560 и шинами 315/80 R22.5;
- КрАЗ-6322 «Солдат» — военная модификация КрАЗ-6322;

- КрАЗ-6322 HMPV-A — модификация КрАЗ-6322 с бронированием кабины и топливных баков

- КрАЗ-63221 — 11-тонное длиннобазное шасси для монтажа различного оборудования, в том числе военного;
- КрАЗ-6322РА «Бастион-01» — реактивная система залпового огня, состоящая из шасси КрАЗ-6322 и боевой части БМ-21 «Град»[10]. Первый испытательный образец был изготовлен и передан министерству обороны Украины в начале мая 2009 года[11]
- КрАЗ-6322РА «Бастион-02» — реактивная система залпового огня, состоящая из шасси КрАЗ-63221 и боевой части БМ-21 «Град» (с возможностью перевозки дополнительного боекомплекта на удлинённой базе)
- КрАЗ-6322РА «Бастион-03» — реактивная система залпового огня, состоящая из шасси КрАЗ-6322 и боевой части 9К57 «Ураган»[12];
- ZCRS-122 — грузинская РСЗО, состоящая из шасси КрАЗ-6322 и боевой части БМ-21 «Град» (разработана и выпускается НТЦ «Дельта»)
- 57-мм зенитная установка «Bahman» — иранская самоходная 57-мм зенитная установка, состоящая из шасси КрАЗ-6322 и 57-мм автоматического орудия С-68 (впервые представлена в 2016 году)[13].
- АФ1 — автомобиль-фургон[14] на шасси КрАЗ-6322.
- КрАЗ-6322-047[15] — эвакуатор-автомастерская с краном-манипулятором HIAB (производства шведской корпорации Cargotec), электростанцией немецкого производства и компрессором украинского производства[16]
- МРМ-Б — передвижная авторемонтная мастерская на шасси КрАЗ-6322 производства Харьковского завода специальных машин[17]
- КрАЗ-6322-056 «Мастер» — передвижная авторемонтная мастерская[18] с краном-манипулятором IM-150 (производства итальянской компании HIPP), дизель-генератором МД-10ТЕ и воздушным компрессором;
- КрАЗ-6322 «Raptor» — бронированный грузовик, созданный совместно с канадской компанией Streit Group[19].
- KrAZ «Feona» — бронемашина с усиленной противоминной защитой, демонстрационный образец которой был представлен в феврале 2015[20] на оружейной выставке «IDEX-2015»
- КрАЗ-6322 «Крепость на колёсах» — бронированный грузовик производства НПО «Практика», разработанный в 2014 г.[21][22]
- КрАЗ-6322 «Форпост» — бронемашина с усиленной противоминной защитой, разработанная киевской компанией «Реформ» и впервые представленная в октябре 2015 года[23]. По сравнению с KrAZ «Feona», бронемашина дешевле в производстве. Десантный отсек рассчитан на перевозку 18-20 пехотинцев[24].
- КрАЗ-6322 РЭБ-01 «Часовой» — комплекс радиотехнической разведки «Кольчуга-М» на шасси КрАЗ-6322[25];
- КрАЗ-63221 РЭБ-02 «Радист» — предназначен для монтажа различных комплексов связи[26];
- АТЗ-10-63221 — разработанный в 2007 году автотопливозаправщик[27] на шасси КрАЗ-63221 с цистерной объёмом 10 м³[28].
- АЦ-12-63221 — автоцистерна на шасси КрАЗ-63221 производства ГП «45-й экспериментальный механический завод» с цистерной объёмом 12 м³[29]. Разработка и испытания конструкции АЦ-12-63221 были завершены в 2015 году[30], в июне 2017 автоцистерна официально принята на вооружение вооружённых сил Украины[31];
- КрАЗ-63221 «Мост» — транспортная база понтонно-мостового парка и тяжёлого механизированного моста инженерных войск[32];
- подъёмный кран КТА-18.01 на шасси КрАЗ-63221 (в 2010 году принят на вооружение сухопутных войск Украины)[33]
- ЭОВ-4421МУ - одноковшовый гидравлический экскаватор на шасси КрАЗ-6322
- КрАЗ-6333 РЕ ТЭМ — эвакуатор для эвакуации повреждённой боевой техники весом до 30 тонн[34]
- 2С22 «Богдана» — 155-мм самоходная гаубица на шасси КрАЗ-63221 с бронированной кабиной; демонстрационный образец впервые представлен в августе 2018 года[35]
- подвижный командный пункт берегового ракетного комплекса РК-360МЦ «Нептун» на шасси КрАЗ-63221 с бронированной кабиной по типу СБА «Варта».
- ЦПССЗ - полевая станция спутниковой связи на базе КрАЗ-6322. Демонстрационный образец был представлен 12 октября 2021 в Киеве перед началом выставки «Цифрове майбутнє армії» (13-17 октября 2021 г.)[36]

### Полицейские
- АВС-30 — машина для разгона демонстрантов на шасси КрАЗ-63221

### Специальные
- КрАЗ-63221 САРМ-В — специальная аварийно-спасательная машина тяжёлого типа[37], предназначенная для доставки спасателей и выполнения аварийно-спасательных работ в условиях чрезвычайных ситуаций природного и техногенного характера[38]
- КТА-25 «Силач»— 25-тонный автокран Дрогобычского автокранового завода на шасси КрАЗ-63221.
- мобильное отделение банка на шасси КрАЗ-6322 — имеет бронированный корпус и систему спутниковой связи[39]
- КрАЗ-6322 ПМ-В — машина разминирования, разработанная для ГСЧС Украины, с бронированной кабиной и краном-манипулятором Hiab X-CL8, первый образец построен в 2017 году[40]

## На вооружении
- Украинаː

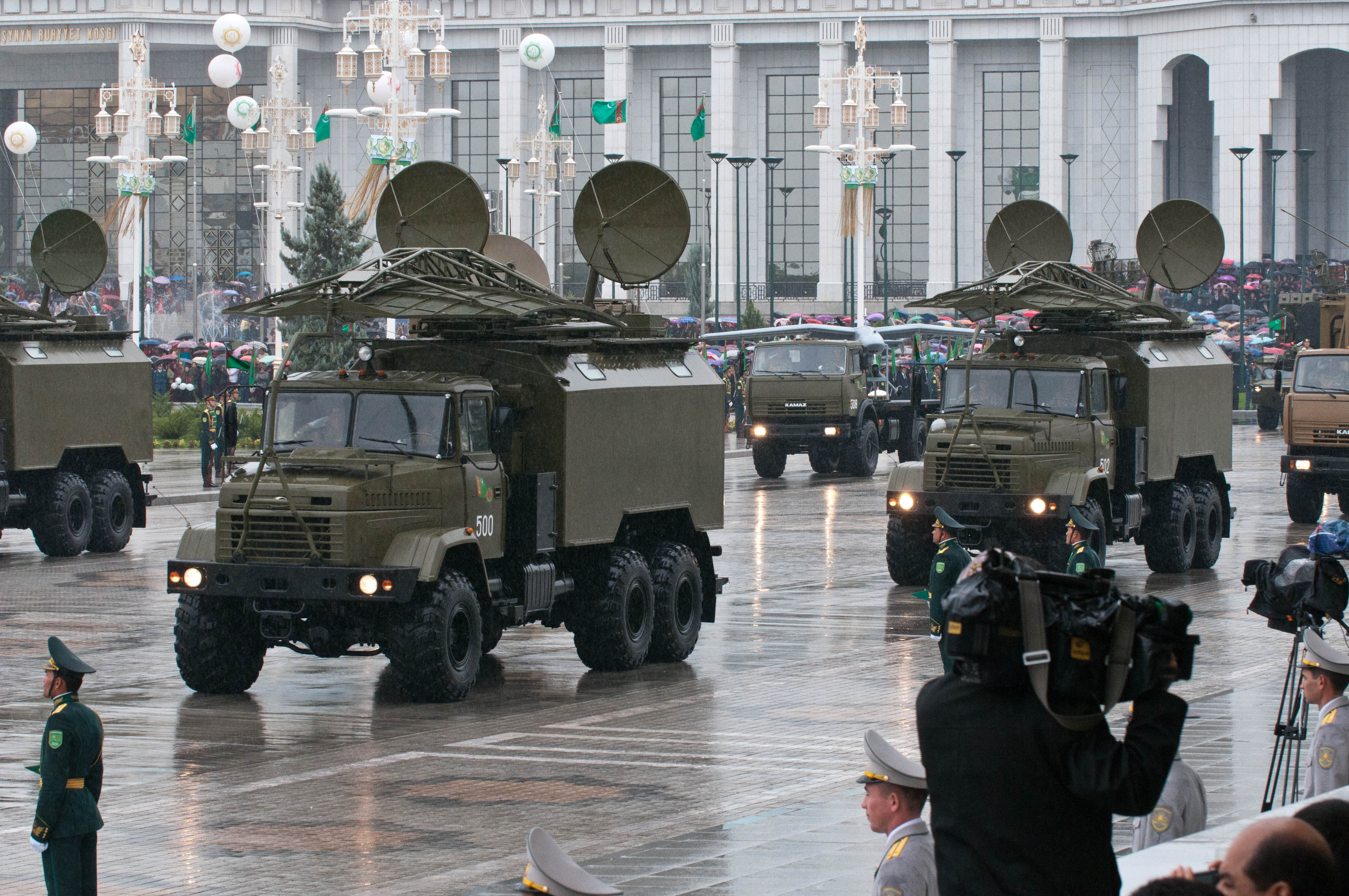
Комплекс радиотехнической разведки «Кольчуга-М» вооружённых сил Туркмении на шасси КрАЗ-6322, 2011 год.

- В 2006 году КрАЗ-6322 был принят на вооружение вооружённых сил Украины, 21 февраля 2008 министерству обороны передали первые 15 шт., до конца 2009 года в войска поступило 87 шт. КрАЗ-6322, в 2010 году были поставлены ещё 18 шт. КрАЗ-6322, в дальнейшем поставки были продолжены
- В 2014 году 50 грузовиков заказаны для пограничной службы Украины, первые 8 из заказанных КрАЗ-6322 были переданы ГПСУ 27 сентября 2014, ещё 15 грузовиков КрАЗ-6322 были переданы 14 февраля 2015
- 22 ноября 2014 на вооружение Национальной гвардии Украины поступили первые 10 КрАЗ-6322 Raptor-APC
- Водомёт АВС-30 используется МВД Украины.

- Ангола — бортовые КрАЗ-6322[52]
- Индия[52]
- Индонезия — в феврале 2008 года для полиции Индонезии были заказаны[53] и в этом же году — поставлены 15 шт. КрАЗ-6322, они использовались миротворческим контингентом Индонезии в Судане[54][55]
- Йемен[52]
- Грузия — с 2012 используется в качестве шасси для РСЗО ZCRS-122[56]
- Египет — около 900 КрАЗ-6322 разных версий (бортовых, шасси для РСЗО «Град», автоцистерн, тягачей) поставлены египетской армии с 2008 по 2014 год[29][57][58][59][60][61][62].
- Ирак — в начале июня 2004 был заключён контракт на поставку 1500 грузовиков для иракской армии[63][64]; с 2004 до 2014 было поставлено около 2800 КрАЗ-6322[65]
- Иран[13]
- Сирия[19]
- Таиланд — в апреле 2013 был заключён контракт на поставку партии КрАЗ-6322 для армии Таиланда, до конца осени 2013 года было поставлено менее 50 КрАЗ-6322 (оснащённых российским двигателем ЯМЗ-238ДЕ2-33 мощностью 330 л. с., китайской коробкой передач Shaanxi 9JS150TA-B, сцеплением Sachs MFZ-430, шведскими лебедками Sepson с гидравлическим приводом и кондиционером)[66]
- Туркменистан — в составе комплекса радиотехнической разведки «Кольчуга-М» (3 станции поставлены в 2003—2004)[67]

## Галерея

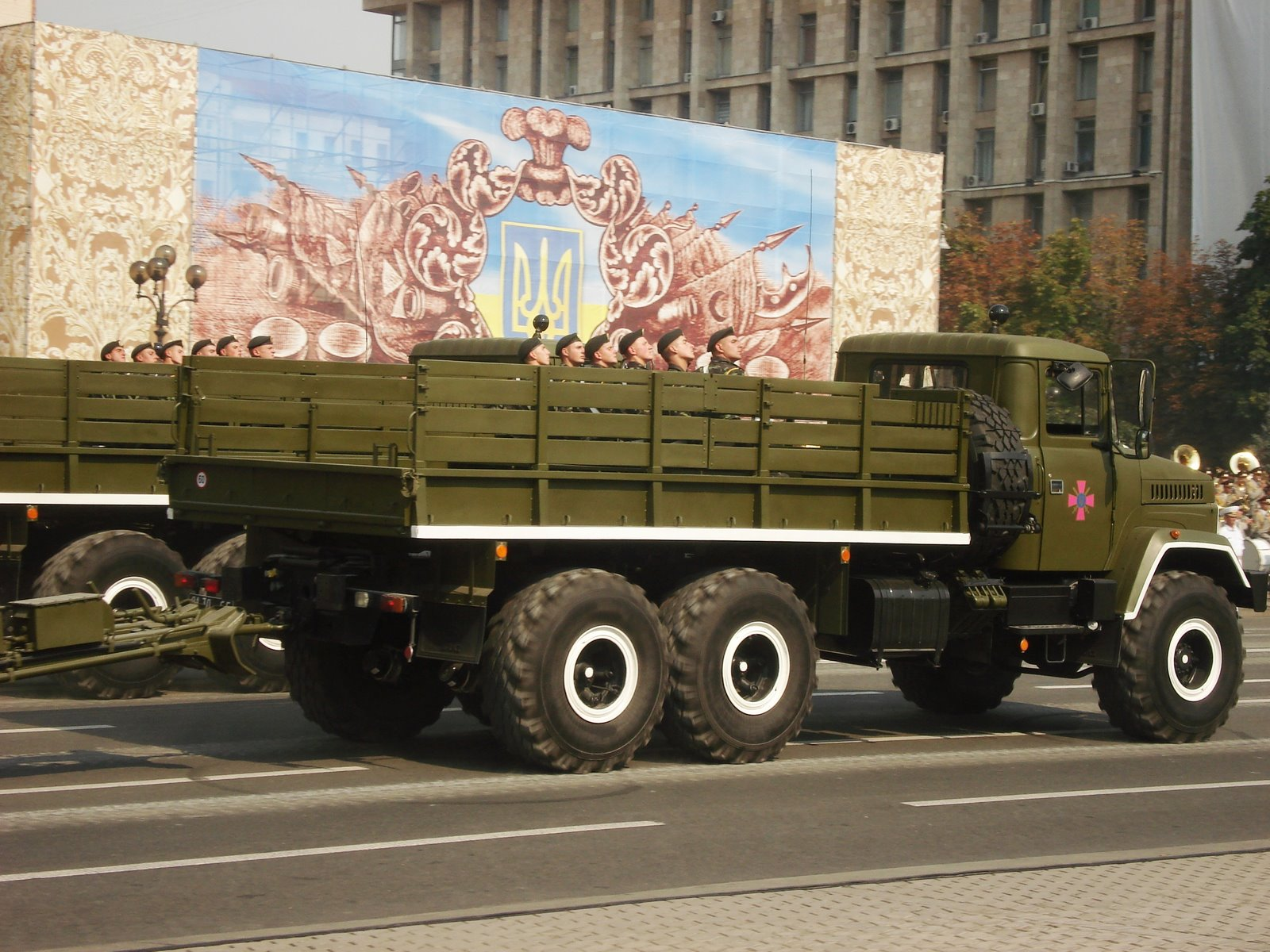
КрАЗ-6322, буксирующий артиллерийское орудие во время военного парада в День независимости в Киеве, 2008 год
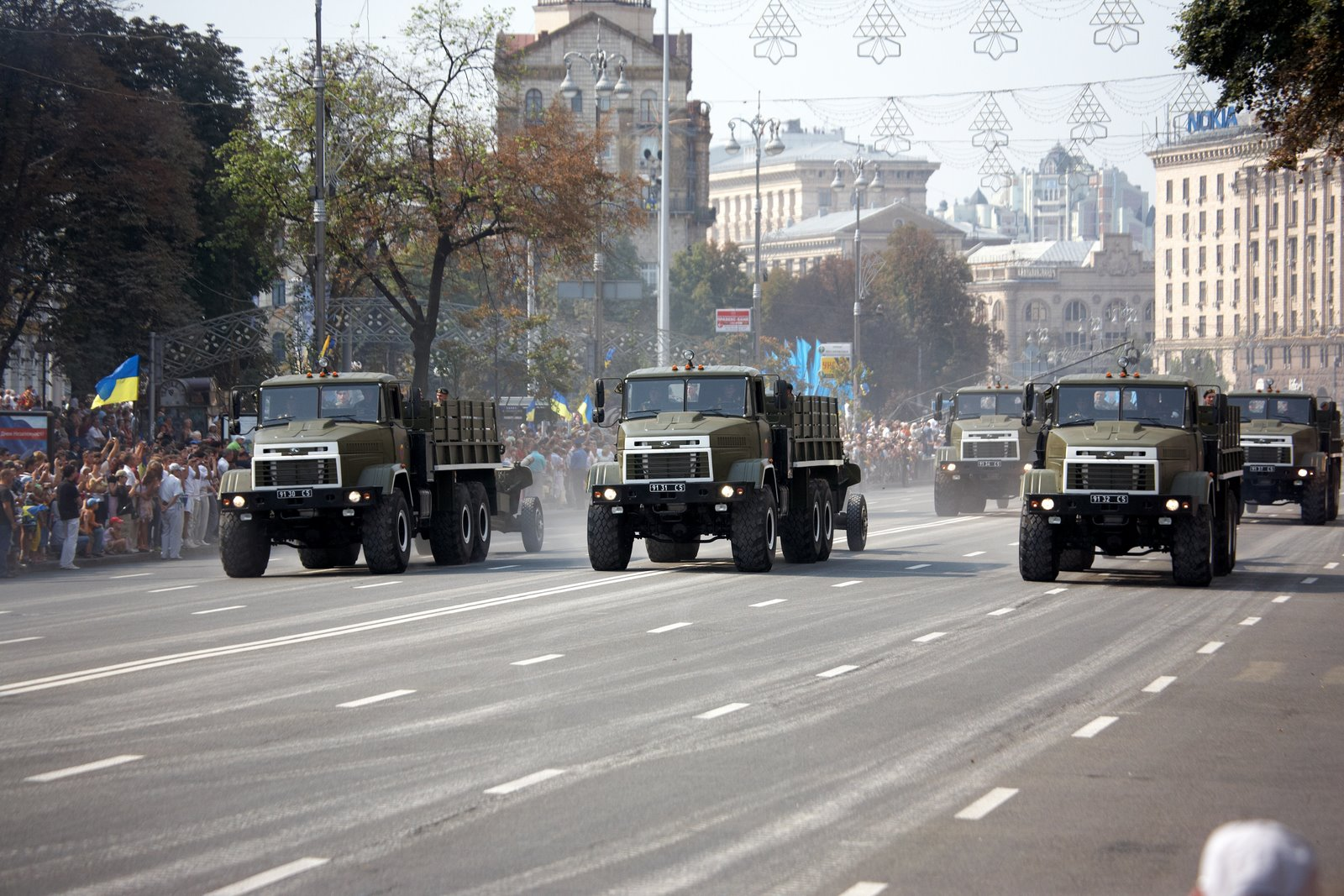
КрАЗ-6322, буксирующий артиллерийское орудие во время военного парада в День независимости в Киеве, 2008 год
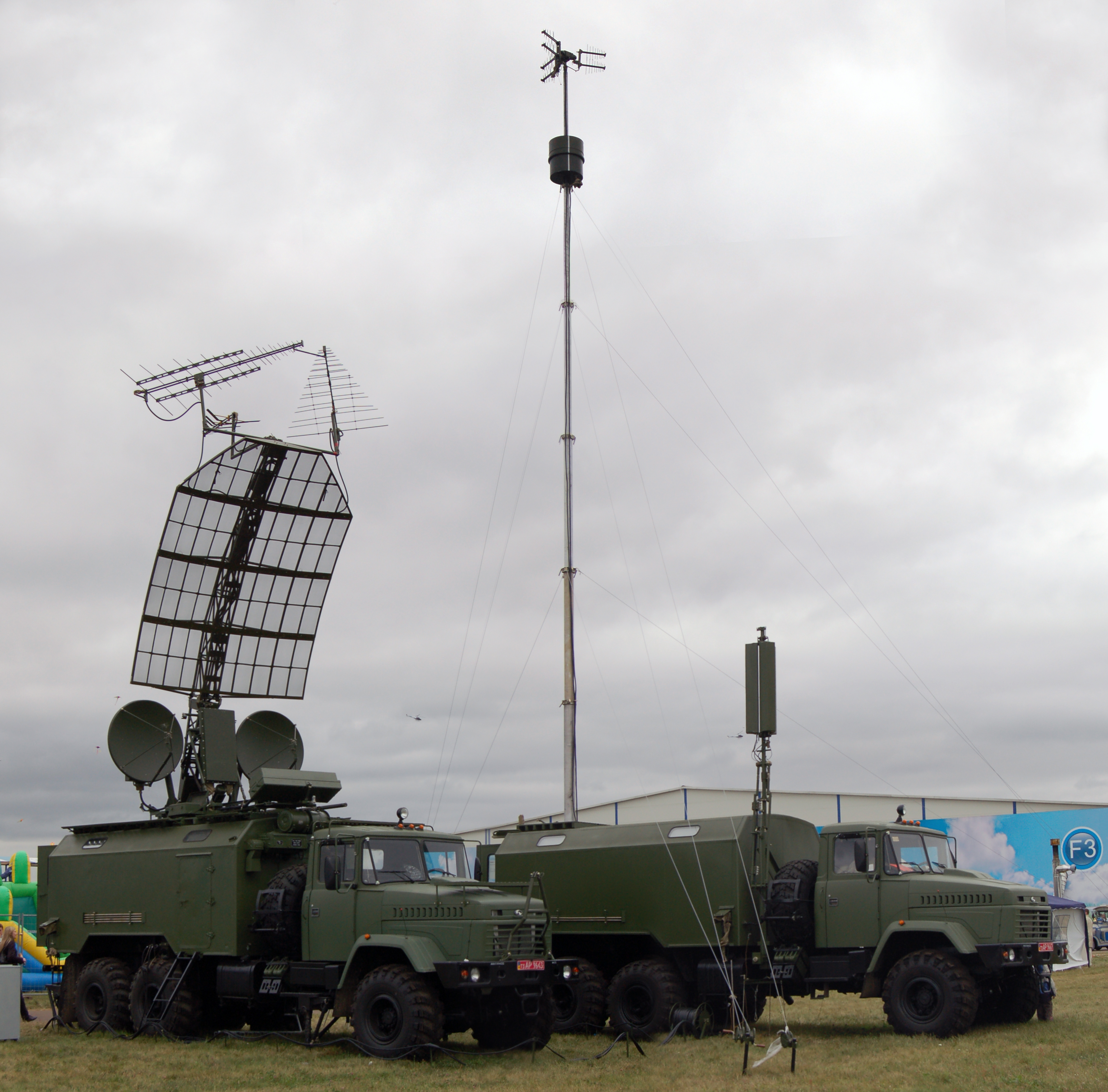
Станция радиотехнической разведки «Кольчуга-М» на шасси КрАЗ-6322 на МАКС-2009
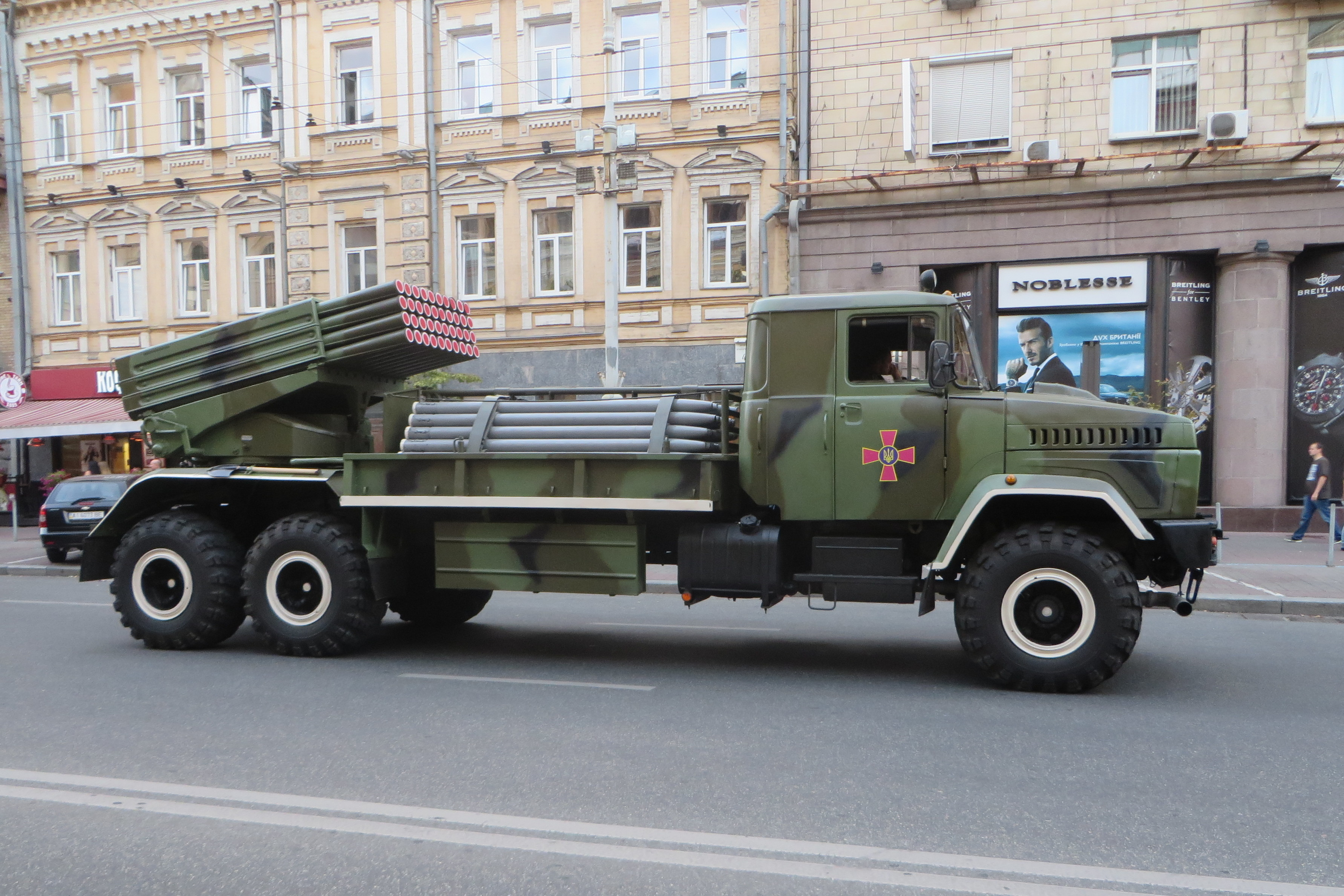
КрАЗ-6322РА «Бастион-02» во время подготовки к военному параду в День независимости в Киеве, 2014 год